# Rumen Dimitrow
Rumen Dimitrow (ur. 19 września 1986) – bułgarski lekkoatleta specjalizujący się w trójskoku.
Srebrny medalista mistrzostw Bałkanów na stadionie i w hali. Dziewiąty zawodnik mistrzostw Europy w Zurychu (2014).
Złoty medalista mistrzostw Bułgarii oraz reprezentant kraju na drużynowych mistrzostwach Europy.
Rekordy życiowe: stadion – 16,87 (19 lipca 2015, Stara Zagora); hala – 16,59 (31 stycznia 2016, Bratysława). 

## Osiągnięcia
| Rok  | Impreza                               | Miejsce        | Lokata            | Wynik  |
| ---- | ------------------------------------- | -------------- | ----------------- | ------ |
| 2008 | Halowe mistrzostwa krajów bałkańskich | Ateny          | 4. miejsce        | 15,74  |
| 2009 | Halowe mistrzostwa krajów bałkańskich | Pireus         | 4. miejsce        | 15,88  |
| 2012 | Mistrzostwa Europy                    | Helsinki       | el. – 25. miejsce | 15,60  |
| 2013 | Halowe mistrzostwa krajów bałkańskich | Stambuł        | 2. miejsce        | 16,37  |
| 2013 | Mistrzostwa krajów bałkańskich        | Stara Zagora   | 4. miejsce        | 16,30  |
| 2014 | II liga drużynowych mistrzostw Europy | Ryga           | 1. miejsce        | 16,77w |
| 2014 | Mistrzostwa krajów bałkańskich        | Pitești        | 2. miejsce        | 16,62  |
| 2014 | Mistrzostwa Europy                    | Zurych         | 9. miejsce        | 16,43  |
| 2015 | Halowe mistrzostwa Europy             | Praga          | 8. miejsce        | 16,36  |
| 2015 | Mistrzostwa świata                    | Pekin          | el. – 17. miejsce | 16,53  |
| 2016 | Igrzyska olimpijskie                  | Rio de Janeiro | el. – 26. miejsce | 16,36  |
| 2017 | Halowe mistrzostwa Europy             | Belgrad        | el. – 12. miejsce | 16,36  |